# 上大増新田
上大増新田（かみおおまししんでん）は、埼玉県春日部市の町丁。現行行政地名は上大増新田のみ。丁番の設定のない単独町名である。住居表示未実施地区。郵便番号は344-0037。

## 地理
埼玉県の東部地域で春日部市西部の沖積平野に位置する。地区の多くは氾濫平野に位置するが、西端部および北西端部を流れる大谷川流域沿いに後背湿地も見られる。東側で谷原新田、南側で下大増新田やさいたま市岩槻区大字長宮、西側で増戸や増富、北側で豊町と隣接する。また、西側では南中曽根や新方袋の飛地、北側では南中曽根のもうひとつの飛地とも隣接する。
全域が市街化調整区域に指定されている。地内は水田などの農地が多い農業地域で、中央部を南北に江戸期以来からある集落が見られる。また東側は学校や公共施設の立地が目立つ。西側には広大な水田地帯がある。

### 河川
- 中之堀川
- 大谷川
- 増戸排水路 - 大谷川のすぐ西側を平行して流れる。

## 歴史
もとは江戸期より存在した武蔵国埼玉郡岩槻領に属する新田村名の上大増新田であった。1670年（寛文10年）に岩槻藩により開発された。
村高は『元禄郷帳』、および『天保郷帳』によると無高、旧高旧領では43町歩で石高なしであった。助郷は日光街道粕壁宿に出役していた。化政期の戸数は下大増新田と合わせて44軒余で、村の規模は東西6町余、南北7町余であった。
- はじめ岩槻藩領、以降変遷なし[5]。
- 幕末の時点では埼玉郡に属し、明治初年の『旧高旧領取調帳』の記載によると、岩槻藩領であった[9]。
- 1871年（明治4年）
  - 7月14日 - 廃藩置県により岩槻県に属す。
  - 11月13日 - 第1次府県統合により埼玉県の管轄となる。
- 1879年（明治12年）3月17日 - 郡区町村編制法により成立した南埼玉郡に属す。郡役所は岩槻町に設置。
- 1889年（明治22年）4月1日 - 町村制施行により、上大増新田は道順川戸村、上蛭田村、下蛭田村、花積村、道口蛭田村、増富村、南中曽根村、増戸村、新方袋村、下大増新田、谷原新田と合併し南埼玉郡豊春村が成立、上大増新田は豊春村の大字上大増新田となる。
- 1947年（昭和22年）9月 - カスリーン台風の襲来により大きな被害を受ける[5]。
- 1976年（昭和51年）4月1日 - 地内に春日部成就院幼稚園が成就院境内地（粕壁三丁目）より移転開園する[10]。
- 1979年（昭和54年）4月1日 - 地内にやはら保育園が設立される。
- 1980年（昭和55年）
  - 3月 - 地内に春日部共栄高等学校（現、春日部共栄中学高等学校）が設立される[11]。
  - 4月1日 - 地内に平原学園温水プール、ひらはらスイミングクラブが開設される[10]。
- 1984年（昭和59年）4月 - 地内に春日部市立大増中学校が開校する。
- 1998年（平成10年）4月1日 - 地内に特別養護老人ホーム 春日部勝彩園が開設される。
- 2005年（平成17年）
  - 4月 - 地内に大増のぞみ保育園が開設される[10]。
  - 10月1日 - 春日部市が北葛飾郡庄和町と合併し、新たな春日部市が発足、同時に住所標記の簡略化のため市内の大字が廃止され[12]、大字上大増新田は丁番の設定のない上大増新田となる[13]。
- 2017年（平成29年）3月 - 老朽化の為、平原学園温水プール（ひらはらスイミングクラブ）が閉館となる[10]。

### 存在していた小字
- 東耕地・西耕地[14]

## 世帯数と人口
2024年（令和6年）1月1日現在の世帯数と人口は以下の通りである。
| 丁目       | 世帯数  | 人口  |
| ---------- | ------- | ----- |
| 上大増新田 | 219世帯 | 428人 |

## 小・中学校の学区
市立小・中学校に通う場合、学区は以下の通りとなる。
| 番地 | 小学校               | 中学校               |
| ---- | -------------------- | -------------------- |
| 全域 | 春日部市立立野小学校 | 春日部市立大増中学校 |

## 交通
地内に鉄道は敷設されていない。最寄り駅は地内の春日部共栄中学高等学校によると東武鉄道野田線（東武アーバンパークライン）豊春駅で、徒歩約25分ほどの距離である。

### 道路
地内に国道および主要地方道・一般県道は通っていない。

### バス
朝日自動車杉戸営業所
地内に「春日部共栄前」「グランド前」停留所（系統番号：KB21-KB24）が設置されている。
春日部市コミュニティバス「春バス」
「武里駅 - 豊春駅ルート」
地内に「大増中学校」「春日部共栄入口」「上大増新田」停留所が設置されている。

## 施設
- 春日部共栄中学高等学校
- 春日部市立大増中学校
- 特別養護老人ホーム 春日部勝彩園
  - 春日部市第4包括支援センター
- 春日部成就院幼稚園 - 学校法人平原学園が運営。1964年（昭和39年）真言宗・成就院境内に開設。現在の園舎は三代目[17]。宮代町字宮東に姉妹施設（分園）がある。
- 大増のぞみ保育園 - 学校法人平原学園関連施設
- やはら保育園
- 豊春地区集会場（上大増新田170−3）
- 春日部夢の森公園（北側の一部）
- 香取神社

### 過去の施設
- 平原学園温水プール（ひらはらスイミングクラブ） -  学校法人平原学園関連施設の屋内プール施設（スイミングスクール）。春日部成就院幼稚園の北側隣接地に所在した。施設老朽化のため閉館[10]。跡地は幼稚園の駐車場となっている。